# Middlesex (Carolina del Nord)
Middlesex és una població dels Estats Units a l'estat de Carolina del Nord. Segons el cens del 2000 tenia 838 habitants.

## Demografia
Segons el cens del 2000, Middlesex tenia 838 habitants, 381 habitatges i 235 famílies. La densitat de població era de 330,2 habitants per km².
Dels 381 habitatges en un 27% hi vivien nens de menys de 18 anys, en un 41,2% hi vivien parelles casades, en un 16,8% dones solteres, i en un 38,1% no eren unitats familiars. En el 34,6% dels habitatges hi vivien persones soles el 18,1% de les quals corresponia a persones de 65 anys o més que vivien soles. El nombre mitjà de persones vivint en cada habitatge era de 2,2 i el nombre mitjà de persones que vivien en cada família era de 2,81.
Per edats la població es repartia de la següent manera: un 23,3% tenia menys de 18 anys, un 10,3% entre 18 i 24, un 25,1% entre 25 i 44, un 23,2% de 45 a 60 i un 18,3% 65 anys o més.
L'edat mediana era de 38 anys. Per cada 100 dones de 18 o més anys hi havia 82,2 homes.
La renda mediana per habitatge era de 21.458 $ i la renda mediana per família de 26.488 $. Els homes tenien una renda mediana de 23.182 $ mentre que les dones 19.886 $. La renda per capita de la població era de 13.717 $. Entorn del 21,4% de les famílies i el 21,8% de la població estaven per davall del llindar de pobresa.

## Poblacions més properes
El següent diagrama mostra les poblacions més properes.